# Ianca
Pour l’article homonyme, voir Ianca (Olt).
Ianca est une ville roumaine située dans le județ de Brăila.

## Démographie
Lors du recensement de 2011, 92,81 % de la population se déclarent roumains et 2,89 % comme roms (0,14 % déclarent une autre appartenance ethnique et 4,14 % ne déclarent pas d'appartenance ethnique).

## Politique
| Parti | Parti                                                 | Sièges |
| ----- | ----------------------------------------------------- | ------ |
|       | Parti social-démocrate (PSD)                          | 10     |
|       | Parti national libéral (PNL)                          | 3      |
|       | Alliance des libéraux et démocrates (ALDE)            | 1      |
|       | Parti des agriculteurs de Roumanie (PAR)              | 1      |
|       | Union nationale pour le progrès de la Roumanie (UNPR) | 1      |